# 祝敬
祝敬（？—1661年），字號里貫未詳，為鄭成功的部將。
南明永曆十五年（1661年）四月隨鄭成功入台。同年五月被任命為萬年縣首任知縣。至十二月被控以小斗散糧，剋扣軍餉，察核屬實后被处死，家屬發配。